# Chambersburg (Pennsylvania)
Chambersburg ist ein Borough im US-Bundesstaat Pennsylvania und der County Seat des Franklin County. Das U.S. Census Bureau hat bei der Volkszählung 2020 eine Einwohnerzahl von 21.903 ermittelt. Die Stadt ist das kommerzielle Zentrum einer fruchtbaren landwirtschaftlichen Region und Teil des Rust Belt.

## Geografie
Chambersburg befindet sich im Cumberland Valley neben den Appalachen. Es liegt auch direkt außerhalb des Caledonia State Park, einem 455 ha großen Park mit Angel- und Jagdgebieten sowie Wanderwegen, darunter ein Abschnitt des Appalachian Trail. Ebenfalls außerhalb von Chambersburg liegt der Michaux State Forest, ein 34.000 Hektar großer Wald. Beide Orte bieten Erholungsmöglichkeiten für die Einwohner.
Chambersburg liegt entlang des Lincoln Highway, U.S. 30, zwischen McConnellsburg und Gettysburg und entlang der U.S. 11, dem Molly Pitcher Highway, zwischen Shippensburg, Pennsylvania, und Hagerstown, Maryland. Die Interstate 81 führt im Osten an der Gemeinde vorbei. Die Stadt liegt außerdem ungefähr in der Mitte der US Route 30 zwischen Pittsburgh und Philadelphia, wobei die lokale Geographie sowohl flachere Gebiete wie Philadelphia als auch bergige Gebiete wie die Region um Pittsburgh widerspiegelt.

## Geschichte
Die Besiedlung von Chambersburg begann 1730 mit dem Bau von Wassermühlen am Zusammenfluss von Conococheague Creek und Falling Spring Creek, die heute durch das Zentrum der Stadt fließen. Die früheste Kirche wurde 1734 von schottisch-irischen Presbyterianern gegründet. Die Gemeindegründung erfolgte 1803. Die Geschichte der Stadt umfasst Episoden im Zusammenhang mit dem Franzosen- und Indianerkrieg, der Whiskey-Rebellion, John Browns Überfall auf Harpers Ferry und dem amerikanischen Bürgerkrieg. Chambersburg war die einzige größere nördliche Gemeinde, die während des Krieges von konföderierten Truppen niedergebrannt wurde, was zu Anschuldigungen wegen Kriegsverbrechen führte.

## Demografie
Nach einer Schätzung von 2019 leben in Chambersburg 21.143 Menschen. Die Bevölkerung teilt sich im selben Jahr auf in 78,7 % Weiße, 11,5 % Afroamerikaner, 1,2 % amerikanische Ureinwohner, 1,4 % Asiaten, 0,1 % Ozenanier und 3,8 % mit zwei oder mehr Ethnizitäten. Hispanics oder Latinos aller Ethnien machten 19,8 % der Bevölkerung aus. Das mittlere Haushaltseinkommen lag bei 49.023 US-Dollar und die Armutsquote bei 13,1 %.
| Bevölkerungsentwicklung Bei den Daten handelt es sich um Volkszählungsergebnisse. | Bevölkerungsentwicklung Bei den Daten handelt es sich um Volkszählungsergebnisse. | Bevölkerungsentwicklung Bei den Daten handelt es sich um Volkszählungsergebnisse. | Bevölkerungsentwicklung Bei den Daten handelt es sich um Volkszählungsergebnisse. | Bevölkerungsentwicklung Bei den Daten handelt es sich um Volkszählungsergebnisse. | Bevölkerungsentwicklung Bei den Daten handelt es sich um Volkszählungsergebnisse. | Bevölkerungsentwicklung Bei den Daten handelt es sich um Volkszählungsergebnisse. | Bevölkerungsentwicklung Bei den Daten handelt es sich um Volkszählungsergebnisse. | Bevölkerungsentwicklung Bei den Daten handelt es sich um Volkszählungsergebnisse. | Bevölkerungsentwicklung Bei den Daten handelt es sich um Volkszählungsergebnisse. | Bevölkerungsentwicklung Bei den Daten handelt es sich um Volkszählungsergebnisse. | Bevölkerungsentwicklung Bei den Daten handelt es sich um Volkszählungsergebnisse. | Bevölkerungsentwicklung Bei den Daten handelt es sich um Volkszählungsergebnisse. | Bevölkerungsentwicklung Bei den Daten handelt es sich um Volkszählungsergebnisse. |  |
| --------------------------------------------------------------------------------- | --------------------------------------------------------------------------------- | --------------------------------------------------------------------------------- | --------------------------------------------------------------------------------- | --------------------------------------------------------------------------------- | --------------------------------------------------------------------------------- | --------------------------------------------------------------------------------- | --------------------------------------------------------------------------------- | --------------------------------------------------------------------------------- | --------------------------------------------------------------------------------- | --------------------------------------------------------------------------------- | --------------------------------------------------------------------------------- | --------------------------------------------------------------------------------- | --------------------------------------------------------------------------------- |  |
| Jahr                                                                              | 1900                                                                              | 1910                                                                              | 1920                                                                              | 1930                                                                              | 1940                                                                              | 1950                                                                              | 1960                                                                              | 1970                                                                              | 1980                                                                              | 1990                                                                              | 2000                                                                              | 2010                                                                              | 2020                                                                              |  |
| Einwohner                                                                         | 8.864                                                                             | 11.800                                                                            | 13.171                                                                            | 13.788                                                                            | 14.852                                                                            | 17.212                                                                            | 17.670                                                                            | 17.315                                                                            | 16.174                                                                            | 16.647                                                                            | 17.862                                                                            | 20.268                                                                            | 21.903                                                                            |  |

## Wirtschaft
Die Umgebung hat eine große landwirtschaftliche Bevölkerung, darunter viele amische und mennonitische Familien. Das am meisten angebaute Getreide in Franklin County ist Mais. Das verarbeitende Gewerbe in Chambersburg umfasst den Maschinenbau, die Metallverarbeitung und die Lebensmittelverarbeitung. 

## Bildung
Mit dem Wilson College befindet sich ein privates College in der Stadt. Daneben befinden sich verschiedene private und öffentliche Schulen in der Stadt.

## Söhne und Töchter der Stadt
- George Chambers (1786–1866), Politiker
- Frederick Augustus Tritle (1833–1906), Politiker
- Thomas Robert Bard (1841–1915), Politiker
- William Watson McIntire (1850–1912), Politiker
- Henry Fine (1858–1928), Mathematiker
- Arthur R. Walk (1895–1953), Brigadegeneral der United States Army
- Zelda Wynn Valdes (1905–2001), Modedesignerin und Kostümbildnerin
- John Putch (* 1961), Schauspieler
- Steven Fogarty (* 1993), Eishockeyspieler
- Lil Skies (* 1998), Rapper